# 와타라촌
와타라촌(渡良村)은 나가사키현 이키군에 있던 촌이다. 

## 지리
이키섬의 남서부에 위치한다.

## 역사
- 1889년 4월 1일 - 정촌제 시행에 의해 와타라촌이 성립하였다.
- 1955년 2월 11일 - 무쇼즈정, 하쓰야마촌, 야나기다촌, 시와라촌,누마즈촌과 합병해 고노우라정이 성립하여 와타라촌은 소멸하였다.

## 참고문헌
- 角川日本地名大辞典 42 長崎県
- 長崎県壱岐石田郡村要覧「渡良村」（1894年）国立国会図書館デジタルコレクション